# هارتفرد (كامبريدجشير)
هارتفرد (بالإنجليزية: Hartford, Cambridgeshire)‏ هي قرية تقع في المملكة المتحدة في كامبريدجشير.